# バチカン天文台
バチカン天文台 (伊: Specola Vaticana, 英: Vatican Observatory) は、ローマ教皇庁が支援する天文研究・教育機関。元々はローマのコッレージョ・ロマーノに本部を置いていたが、現在はイタリアのカステル・ガンドルフォに本部を置き、アメリカ合衆国アリゾナ州にあるグレアム山国際天文台で望遠鏡を運用している。

## 沿革
バチカン天文台の起源は、1578年から1580年にかけて建設された「トッレ・グレゴリアーナ」、通称「風の塔」にさかのぼる。これは、教皇グレゴリウス13世によって進められた暦の改革に必要な天文学的研究を行うために建設されたものである。風の塔では、太陽の南中高度が測定された。
ローマ教皇庁によって最初の系統的な望遠鏡による観測活動が始まったのは、コッレージョ・ロマーノに天文台が設立されてからである。1774年7月14日付の教皇クレメンス14世の勅令により、コッレージョ・ロマーノに教皇庁天文台が設立された。18世紀末には、フランチェスコ・サヴェリオ・デ・ゼラーダ枢機卿がコッレージョの費用で高さ約38 メートルの塔を建設し、天文機器を購入した。後には教皇ピウス7世がフランス滞在中に購入した望遠鏡や精密時計もここに置かれるようになった。1850年から1878年までコッレージョ・ロマーノの天文台台長を務めたイエズス会のアンジェロ・セッキは、子午儀用、大赤道儀用、小赤道儀用、磁気・気象観測用の4つの観測装置を備えた新たな観測所を聖イグナチオ・デ・ロヨラ教会に建設した。セッキの指揮の下、バチカンの天文学は国際的にも注目を集めるようになった。
しかし、イタリア統一運動によって1870年にローマが占領されると、コッレージョ・ロマーノの天文台はイタリア王国に組み込まれた。占領後もセッキはその天文学上の功績が認められて、天文台の使用を継続することを許されたが、1873年にイエズス会が追放されて以降はほとんど観測できなくなった。1878年にセッキがこの世を去ると、天文台はイタリア政府によって国有化されて「ローマ大学王立天文台」と改称され、バチカンによる天文研究は終了した。
自前の観測施設を失った教皇庁は、バチカンに新たな観測施設を設けなければならなかった。風の塔には、18世紀末にフィリッポ・ルイジ・ジリーイによって「バチカン天文台」 (Specola Vaticana) が設立されて観測活動が行われていたが、1821年にジリーイが死んでからは使用する者もなく、荒廃していた。1888年、1821年以来使用されていなかった風の塔の天文台を再開するように教皇レオ13世に提案したのは天文学者で気象学者でもあったフランチェスコ・デンツァ神父であった。
1891年3月14日のレオ13世による勅令によって、バチカン天文台が正式に再設立され、初代所長にはデンツァが任命された。当初は口径58 cmの望遠鏡が置かれた3.5 m回転ドームが設置されただけであったが、数年のうちに3つのドームが増設され、さらに寄付によって最新の観測機器が導入された。1893年にはバチカン美術館のテラスにヘリオグラフが設置された。19世紀後半、バチカン天文台は、世界のトップレベルの天文機関が共同作業で製作に当たった「カルト・デュ・シエル (仏: Carte du Ciel)」と「天体写真カタログ (Astrographic Catalogue)」のプロジェクトに参加した。デンツァは、1894年にこの世を去るまで、バチカンでこのプロジェクトを主導した。デンツァの死後、バチカン天文台でのプロジェクトは一時頓挫したが、1906年にピウス10世に請われて台長となったヨハン・ハーゲンによって事業が再立ち上げされた。ハーゲンから招かれたSuore di Maria Bambina の修道女Emilia Ponzoni、Regina Colombo、Concetta Finardi、Luigia Panceriの4名は、毎夜星の位置の読み取りと記録を行い、1910年から1921年にかけて481,215個もの星の位置を特定させた。
20世紀に入り、ローマ市街の街明かりが観測に悪影響を及ぼすようになったことから、教皇ピウス11世は、天文台をローマから25kmほど離れたアルバン丘陵の町、カステル・ガンドルフォにある教皇庁の夏の離宮ガンドルフォ城に移設した。ガンドルフォ城には、ツァイス製屈折望遠鏡を収容する8.5 m回転式ドームと、分光器を備えたダブルアストログラフ（天体写真儀）を収容する8 mのドームが建設されることとなり、1932年に建設開始され、1935年に完成した。1942年には、バルベリーニ荘 (伊: Villa Barberini) に新設されたドームへカルト・デュ・シエル望遠鏡が移設された。1957年には、バルベリーニ荘に追加で建設されたドームにシュミット式望遠鏡が納入され、1962年から観測が開始された。
1970年代に入ると、カステル・ガンドルフォでも光害の影響が顕著となり、代替となる観測施設が必要となった。1978年に、カタリナ天文台の台長を務めたこともあるジョージ・コイン神父がバチカン天文台長に就任すると、1980年にアメリカアリゾナ州ツーソンにあるアリゾナ大学スチュワード天文台内にバチカン天文台研究グループ (Vatican Observatory Research Group, VORG) が置かれることとなった。さらに1987年には、スチュワード天文台と共同で、グレアム山国際天文台の敷地内にバチカン新技術望遠鏡 (Vatican Advanced Technology Telescope, VATT) の建設を始めた。この望遠鏡施設の建設に当たっては民間から支援による資金調達も必要となったため、新たにバチカン天文台財団が設立された。1993年にVATTが完成し、MACHOの探索など最新天文学の研究に活用されている。

## 研究施設
カストル・ガンドルフォのガンドルフォ城バチカン天文台の本部が置かれたカステル・ガンドルフォには4つの望遠鏡が残っているが、現在は使用されていない。一方、隕石コレクションの分析は、密度、空隙率、帯磁率、熱容量、導電率などの物理特性の測定が現在も行われている。カステル・ガンドルフォでは、1986年から2年ごとに「バチカン天文台サマースクール」を開催しており、世界中の大学生や大学院生が参加している。また、定期的に学会を開催したり、一般公開のアウトリーチイベントを開催している。
ガンドルフォ城には、1935年に設置された口径40cmのツァイス製屈折望遠鏡、ツァイス製ダブルアストログラフが、バルベリーニ荘の2つのドームにはカルト・デュ・シエル望遠鏡とシュミット望遠鏡が設置されている。
グレアム山国際天文台のVATTでは、以下の研究分野で研究が進められている。
- 惑星科学：太陽系外縁天体、地球近傍天体の探索、小惑星帯の天体の分析[12]。
- 太陽系外惑星[13]
- 恒星天文学：恒星の測光分類、パルサーの周期性の測定、ケプラー計画で特定された太陽系外惑星の分光分析[14]。
- 銀河：楕円銀河、星団内の星形成、標準理論における銀河形成のシミュレーション[15]。
- 宇宙論：インフレーションモデル、多元宇宙論、重力相互作用の大規模な影響、量子重力理論、量子宇宙論[16]。